# Use Your Illusion I
Use Your Illusion I är det tredje studioalbumet av den amerikanska hårdrocksgruppen Guns N' Roses, utgiven i september 1991. Man gav samtidigt ut Use Your Illusion II. Albumet kom på andra plats Billboard-listan och innehåller "November Rain". Albumet är gruppens första utan trummisen Steven Adler, som ersattes av Matt Sorum. Albumet är också det första när en annan bandmedlem utöver Axl Rose sjunger en låt. Izzy Stradlin sjunger på "Dust N Bones", "You Ain't the First" och "Double Talkin' Jive".

## Låtlista
| Nr  | Titel                   | Kompositör                     | Längd |
| --- | ----------------------- | ------------------------------ | ----- |
| 1.  | Right Next Door to Hell | Rose, Stradlin, Caltio         | 3:02  |
| 2.  | Dust N' Bones           | Slash, Stradlin, McKagan       | 4:59  |
| 3.  | Live and Let Die        | McCartney, McCartney           | 3:03  |
| 4.  | Don't Cry               | Rose, Stradlin                 | 4:44  |
| 5.  | Perfect Crime           | Slash, Stradlin, Slash         | 2:23  |
| 6.  | You Ain't the First     | Stradlin                       | 2:37  |
| 7.  | Bad Obsession           | Stradlin, Arkeen               | 5:28  |
| 8.  | Back off Bitch          | Rose, Tobias                   | 5:04  |
| 9.  | Double Talkin' Jive     | Stradlin                       | 3:22  |
| 10. | November Rain           | Rose                           | 8:59  |
| 11. | The Garden              | Rose, Arkeen, James            | 5:21  |
| 12. | Garden of Eden          | Rose, Slash                    | 2:41  |
| 13. | Don't Damn Me           | Rose, Slash, Lank              | 5:19  |
| 14. | Bad Apples              | Rose, Slash, Stradlin, McKagan | 4:28  |
| 15. | Dead Horse              | Rose                           | 4:18  |
| 16. | Coma                    | Rose, Slash                    | 10:16 |

## Medverkande
- Axl Rose – sång, piano, keyboard, ljudeffekter
- Slash – gitarr, akustisk gitarr, slidegitarr, talkbox
- Izzy Stradlin – gitarr, akustisk gitarr, kör
- Duff McKagan – bas, kör
- Dizzy Reed – piano, orgel, clavinet, synthesizer, kör, keyboard
- Matt Sorum – trummor, slagverk, kör
- Michael Monroe - Munspel